# زينون الإيلي
زينون من إيليا أو زينون الإيلي (باليونانية: Ζήνων ὁ Ἐλεάτης)‏ (490 ق.م – 430 ق.م) أحد فلاسفة ما قبل سقراط، عاش زينون في القرن الخامس قبل الميلاد، من إيليا وهي مدينة يونانية على الساحلِ الجنوبيِ لإيطاليا. وهو من أنصار بارمنيدس في أن عالم الحس وهم باطل. طرح زينو الفكرة بشكل منطقي قائم على نفي الكثرة التي ترى الكون كله شيء واحد لا يقبل التجزئة، وله نظريات عديدة منها نفيه للحركة.

## الحياة
ولد زينون نحو عام 490 ق م. لا يعرف الكثير عن حياته على وجه اليقين، عدا انحداره من إيليا وتتلمذه على يد بارمينيدس. يظهر زينون في حوار بارمينيدس من تأليف أفلاطون، والذي تقع أحداثه حين بلغ عمر زينون الأربعين عامًا. يُصور زينون في حوار بارمينيدس على أنه كان مدافعًا متحمسًا عن معلمه بارمينيدس في شبابه، إذ شاء زينون الأصغر إثبات أن الإيمان بالعالم المادي بظاهره أكثر عبثيةً من الإيمان بالفكرة الإيلية التي تعتبر الوجود كيانًا واحدًا. يظهر زينون في الوقت الذي تقع فيه أحداث الحوار وقد أصبح ناضجًا ويشعر برضا أكبر حيال التغاضي عن التحديات التي تواجه فلسفة معلمه الإيلية. كذلك يلمح أفلاطون إلى وجود علاقة رومانسية أو جنسية سابقة ما بين بارمينيدس وزينون. ثمة اتفاق على أن حوار بارمينيدس يحمل في طياته جزءًا من الحقيقة على أقل تقدير، وذلك رغم أن مدى دقة تصوير الحوار للواقع غير معروفة.
توفي زينون نحو عام 430 ق م. إذ قتل زينون أثناء انخراطه في مؤامرة للإطاحة بالطاغية نيارخوس حسب ما ذكره ديوجانس اللايرتي. تقول هذه الرواية أنه زج في الأسر وقتل بعد رفضه الكشف عن أسماء المتآمرين معه. يقال أن زينون طلب قبل وفاته أن يهمس بأسماء المتآمرين في أذن نيارخوس، ولكنه عض أذنه عندما اقترب الأخير منه، وأمسك بها حتى أردي قتيلًا.

### المؤلفات
كانت كتابات زينون قد ضاعت، إذ لا توجد شذرات من أفكاره الأصلية. وبدلًا من ذلك، فإن الفهم الحديث لفلسفة زينون يستقى مما وثقه الفلاسفة اللاحقون. يعرف عن زينون تأليفه لكتاب واحد، ويرجح أنه يعود إلى ستينيات القرن الخامس ق م. يأتي حوار بارمينيدس على ذكر هذا الكتاب، حين تصف شخصية زينون تأليفه كتابًا في ربيع العمر. وقد سرق الكتاب ونشر دون إذن زينون بحسب ما جاء في رواية أفلاطون. هذا وقد سجل أرسطو مفارقات زينون في كتابه «الفيزياء». كذلك يعد سيمبليكيوس القيليقي، الذي عاش خلال القرن السادس بعد الميلاد، أحد المصادر الرئيسية للمعرفة الحديثة عن زينون.

## الفلسفة
يعد زينو أحد الفلاسفة الرئيسيين الثلاثة للمدرسة الإيلية، إلى جانب بارمينيدس وميليسوس الساموسي. كانت هذه المدرسة الفلسفية شكلًا من أشكال الأحادية، واتبعت اعتقاد بارمينيدس القائل أن كل الواقع يعد كائنًا واحدًا لا يتجزأ. انخرط كل من زينون وميليسوس في الفلسفة لدعم أفكار بارمينيدس. وفي حين سعى ميليسوس إلى البناء عليها، فقد كان زينون يحاجج ضد الأفكار المعارضة. وقد صيغت مثل هذه الحجج لمواجهة أفكار التعددية، ولا سيما أفكار الفيثاغوريين.
كان زينون أول فيلسوف يستعمل اللغة الجدلية بدلًا من الوصفية في فلسفته. كان الفلاسفة السابقون قد شرحوا رؤيتهم للعالم، ولكن كان زينون أول من وضع حججًا صريحةً أريد تسخيرها في النقاش. كان أرسطو قد وصف زينون بـ«مخترع الجدلية». كتب زينون مجموعة من المفارقات التي استعانت ببرهان الخلف أو الحجج التي تدحض فكرةً ما بإظهار أنها تؤدي إلى استنتاجات غير منطقية، وذلك دحضًا لوجهات النظر المعارضة حيال الواقع. وعلاوةً على ذلك، تستخدم فلسفة زينون القيم متناهية الصغر، وهي كميات صغيرة للغاية ولكنها تظل أكبر من الصفر.

## الإرث

### العصور القديمة
تمثل أكبر تأثير لزينون في مجال فكر المدرسة الإيلية، إذ استندت حججه على أفكار بارمينيدس، وذلك على الرغم من أن مفارقاته كانت محط اهتمام الرياضيين الإغريق أيضًا. يعتبر زينون أول فيلسوف يتناول مفاهيم اللانهاية الرياضية في حسابات أمكن توثيقها. وقد خلفه الذريون الإغريق الذين جادلوا ضد فكرة التقسيم اللانهائي للأشياء من خلال اقتراحهم نقطة توقف نهائية: ألا وهي الذرة. ورغم أن إبيقور لم يأتي على ذكر زينون بالاسم، إلا أنه حاول دحض بعض حجج زينون.
ظهر زينون في حوار بارمينيدس الذي وضعه أفلاطون، وقد ذكرت مفارقاته في حوار فايدو. كذلك كتب أرسطو عن مفارقات زينون. استصغر أفلاطون مقاربة زينون حول وضع الحجج من خلال التناقضات. واعتقد أن زينون نفسه لم يأخذ هذه الحجج على محمل الجد. أما أرسطو فخالفه الرأي، معتبرًا أن هذه الحجج تستأهل النظر فيها. وقد اعترض على مفارقة الانقسام لزينون من خلال مفهومه عن اللانهاية، مجادلًا بوجود نوعين من اللانهاية: لانهاية فعلية تحدث حالًا، ولانهاية محتملة تتوزع على فترات زمنية. وادعى أن زينون حاول إثبات اللانهاية الفعلية باستعمال اللانهاية المحتملة. كذلك اعترض على مفارقة الملعب لزينون، مشيرًا إلى أنه من الخطأ افتراض أن الجسم الساكن والجسم المتحرك يحتاجان إلى نفس المدة الزمنية للعبور. أما مفارقة أخيل والسلحفاة فقد أثرت على اعتقاد أرسطو بعدم إمكانية وجود اللانهاية الفعلية، نظرًا لطرح هذه العدمية حلًا لحجج زينون.

### العصر الحديث
ما تزال مفارقات زينون محل نقاش، وقد ظلت من إحدى الأمثلة النموذجية للحجج التي تتحدى التصورات الشائعة. لاقت هذه المفارقات اهتمامًا متجددًا في الفلسفة خلال القرن التاسع عشر، وهو ما استمر حتى الوقت الحاضر. تُبرز فلسفة زينون تباينًا بين ما يعرفه المرء من الناحية المنطقية، وبين ما يلاحظه المرء بحواسه بهدف إثبات أن العالم محض وهم. وقد تبنت المدارس الفلسفية الحديثة هذا النهج في وقت لاحق، ومثال عليها المدرستين التجريبية وما بعد البنيوية. أشاد برتراند راسل بمفارقات زينون، ونسب إليها الفضل في تمهيد الطريق أمام أعمال الرياضي كارل فايرشتراس.
سميت عدد من الظواهر العلمية نسبةً إلى زينون. إذ يُعرف تأثير إعاقة النظام الكمي من خلال الرصد باسم تأثير زينون الكمي، لأنه يتماهى إلى حد بعيد مع مفارقة السهم لزينون. وفي مجال التحقق وتصميم النظم المؤقتة والهجينة، يطلق على سلوك النظام اسم «زينون» في حال تضمنه عددًا لانهائيًا من الخطوات المنفصلة خلال فترة زمنية محدودة.
نقدت النظرية الذرية الحديثة حجج زينون ضد التعددية. إذ تُظهر النظرية الذرية أن الأشياء تتكون من عدد محدد من الذرات لتشكل عناصر محددة، وذلك بدلًا من التعددية التي تحتاج كميةً متناهية وغير متناهية من الأشياء. وبالمثل، فقد نقدت الرياضيات والفيزياء الحديثتين حجج زينون ضد الحركة. استمر الرياضيون والفلاسفة في دراسة القيم متناهية الصغر حتى فهمت بصورة أفضل من خلال حساب التفاضل والتكامل ونظرية النهايات. كذلك تأثرت حجج زينون المتعلقة بالتعددية بنظرية المجموعات والأعداد فوق المنتهية. لم تحسم الفيزياء الحديثة ما إذا كان يمكن تمثيل الزمان والمكان على مخطط رياضي استمراري أو أنهما يتألفان من وحدات منفصلة.
أمكن معالجة حجة أخيل والسلحفاة التي وضعها زينون رياضيًا، إذ تعرّف المسافة برقم معين. كذلك وجهت الفيزياء الحديثة نقدًا لحجته حول السهم الطائر، والتي تسمح لأصغر اللحظات الزمنية أن تظل ذات مدة ضئيلة غير صفرية. كذلك فإن أفكارًا رياضيةً أخرى، على غرار نظرية المجموعات الداخلية والتحليل غير القياسي، قد تحل مفارقات زينون. ومع ذلك، لا يوجد اتفاق قاطع حول ما إذا كان قد جرى التوصل إلى حلول لحجج زينون.

## معرض صور

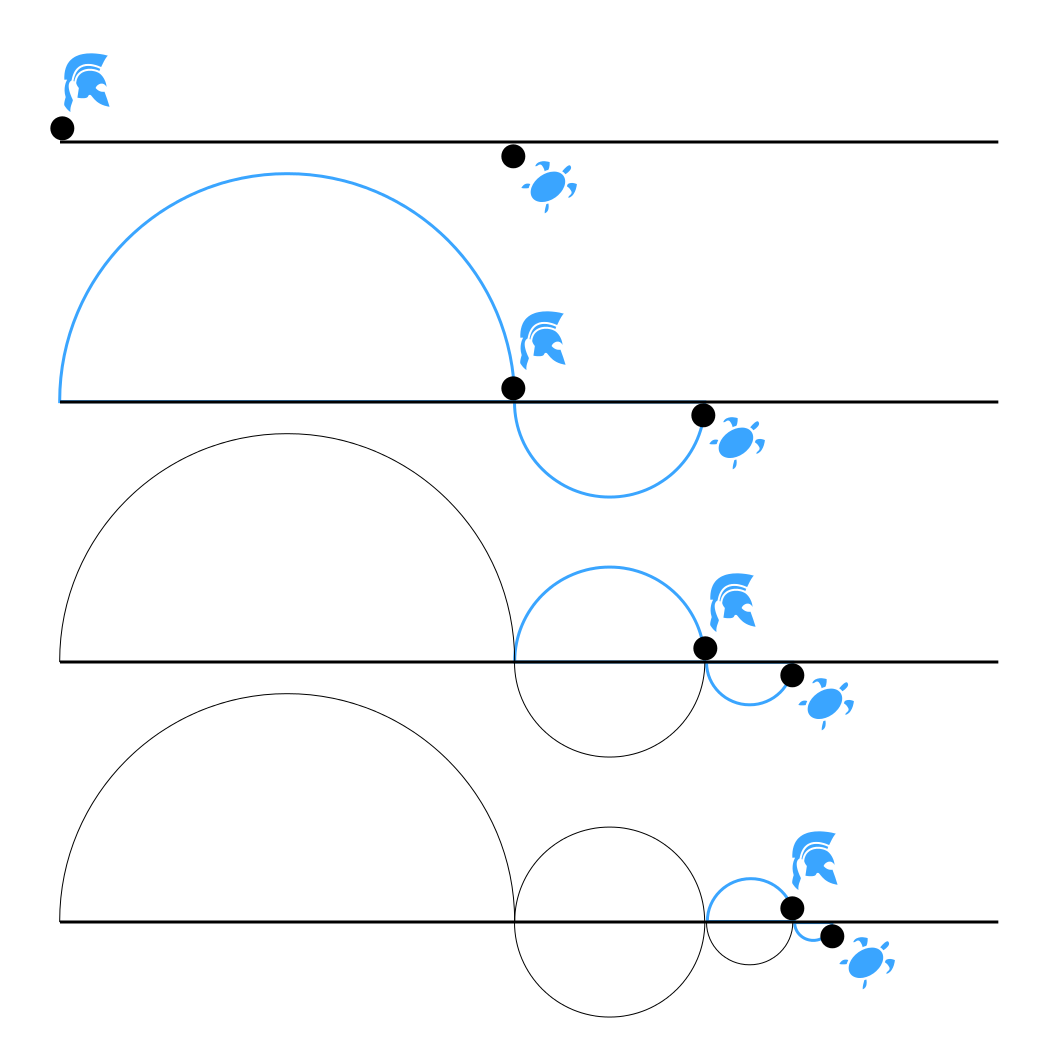
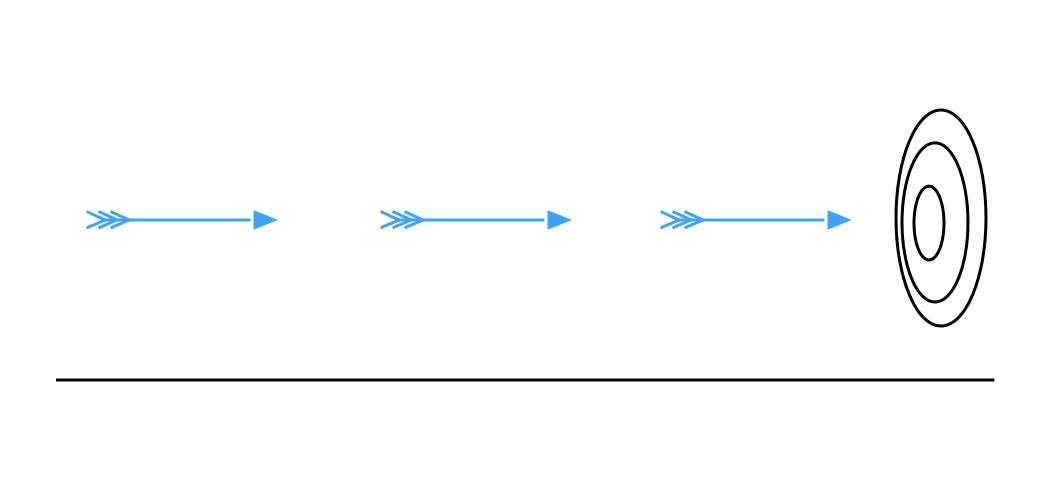
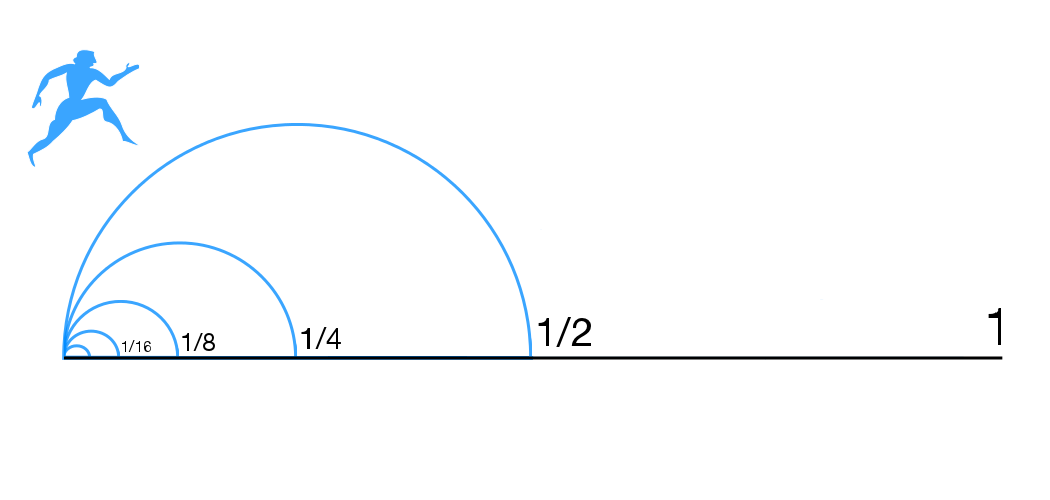
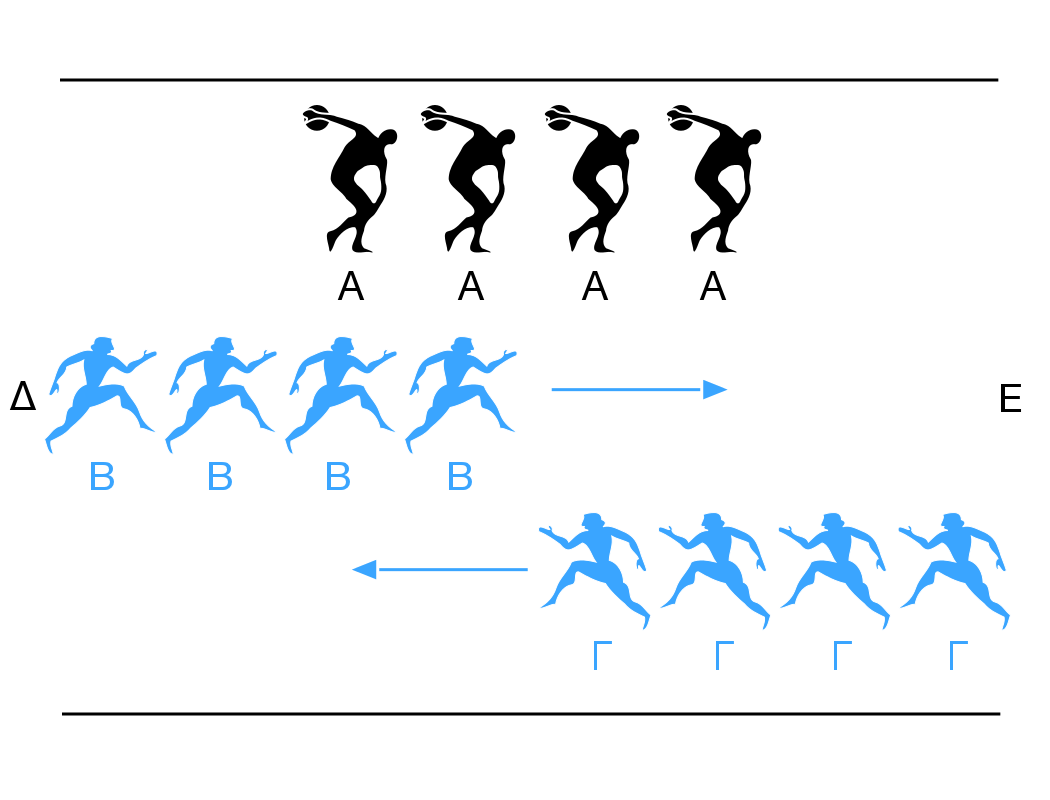

## روابط خارجية
- زينون الإيلي على موقع الموسوعة البريطانية (الإنجليزية)